# Björn Harich
Björn Harich (* 2. Februar 1976 in Ochtrup/Nordrhein-Westfalen) ist ein deutscher Jurist. Er ist seit dem 1. Oktober 2018 Richter am Bundessozialgericht.

## Leben und Wirken
Harich studierte von 1996 bis 2002 an der Universität Osnabrück Rechtswissenschaften. Das Erste juristische Staatsexamen legte er 2002, das Zweite juristische Staatsexamen 2006 ab. Er promovierte 2005 zu dem Thema „Das Sachleistungsprinzip in der Gemeinschaftsrechtsordnung“ und nahm 2007 seine Tätigkeit als Richter in der Justiz des Landes Bremen auf, von 2007 bis 2009 am Verwaltungsgericht Bremen. 2009 erfolgte die Ernennung zum Richter am Sozialgericht Bremen. Von 2010 bis 2012 war er als wissenschaftlicher Mitarbeiter an das Bundessozialgericht abgeordnet. Anschließend erfolgte die Ernennung zum Richter am Oberverwaltungsgericht Bremen. Ab 2017 war er Vorsitzender Richter und Vizepräsident des Oberverwaltungsgerichts Bremen.
Harich war stellvertretendes Mitglied im Staatsgerichtshof der Freien Hansestadt Bremen. Er hat zu den Bereichen Grundsicherung für Arbeitsuchende, Recht der gesetzlichen Krankenversicherung und dem sozialgerichtlichen Verfahrensrecht veröffentlicht. Harich ist dem 4./14. Senat (Grundsicherung für Arbeitsuchende) des Bundessozialgerichts zugeteilt. Seit Januar 2020 gehörte er nur noch dem 14. Senat an. Seit Januar 2022 ist er dem 7. Senat zugewiesen.
Harich ist verheiratet und hat zwei Kinder.